# Cailtram mac Girom
Cailtram, fils de Girom, était un roi des Pictes entre 543 et 544.

## Contexte
C'est le troisième fils de Girom mentionné comme roi, cependant Drust n'est pas explicitement décrit comme étant un frère de Cailtram et Gartnait.
Selon les listes des rois des Chroniques Pictes, il aurait régné pendant une période de un à six ans, après ses frères Drust et Garthnach et Talorg mac Muircholaich. Les deux listes qui donnent une possible version authentique de son nom ne concordent pas sur son orthographe. On citera comme variantes Cailtarni et Cailtaine. Des versions plus tardives font mention de Kelhiran, Kelturan et Kyburcan. Quant à Jean de Fordun il lui attribue un règne de six années entre Garthnach et Talorg.